# Diphyus malaisei
Diphyus malaisei là một loài tò vò trong họ Ichneumonidae.